# Перес, Мария (футболистка)
Мари́я Пе́рес Рабаса (исп. María Pérez Rabaza; род. 24 декабря 2001, Сант-Фост-де-Кампсентельес) — испанская футболистка, полузащитник английского клуба «Лондон Ситс Лионессес» и сборной Испании. Чемпионка мира 2023 года.

## Биография

### Ранние годы
Мария Перес родилась 24 декабря 2001 года и выросла в Сант-Фост-де-Кампсентельес (провинции Барселона). Она болельщица «Барселоны», её футбольный кумир — Андрес Иньеста. Перес сравнивают с одним из бывших игроков каталонского клуба Серхио Бускетсом.
На детском и молодёжном уровне играла за «Сант-Фост» и «Ла Року», а затем присоединилась к клубу «Дамм». В составе «Дамма» играла в течение двух сезонов и закрепилась в основе, став оборонительным полузащитником.

### Клубная карьера
В 2020 году подписала контракт с «Барселоной B», резервной командой женской «Барселоны». За «Барсу» дебютировала в Женской Примере 22 июня 2021 года в матче против «Атлетик Бильбао», который «Барселона» выиграла со счётом 4:0. Тренер «Барселоны» Луис Кортес выделил в ней редкие качества для опорного полузащитника.
7 июня 2023 года подписала с «Барселоной» новый двухлетний контракт. В том же сезоне для получения игровой практики была отправлена в аренду в «Севилью».
14 июня 2024 года подписала двухлетний контракт с английским клубом «Лондон Ситс Лайонессес».

### Карьера в сборной
Перес играла за сборные Испании до 19 лет и олимпийскую сборную до 23 лет. 
В июне 2023 года была включена в состав сборной Испании для участия в чемпионате мира 2023 года. На турнире сыграла в матче 1/8 финала со сборной Швейцарии, выйдя на замену на 64-й минуте; тот матч закончился победой Испании со счётом 5:1. По итогам турнира стала чемпионкой мира в составе сборной Испании.

## Достижения
«Барселона»
- Чемпионка Испании (3): 2020/21, 2021/22, 2022/23
- Обладательница Кубка Испании: 2021/22
- Обладательница Суперкубка Испании (2): 2021/22, 2022/23
- Победительница Лиги чемпионов: 2022/23

Сборная Испании
- Чемпионка мира: 2023